# NGC 2775
NGC 2775 (również PGC 25861 lub UGC 4820) – galaktyka spiralna (Sab), znajdująca się w gwiazdozbiorze Raka. Odkrył ją William Herschel 19 grudnia 1783 roku.
W galaktyce tej zaobserwowano supernową SN 1993Z.